# Mollinedia oaxacana
Mollinedia oaxacana là một loài thực vật có hoa trong họ Monimiaceae. Loài này được Lorence miêu tả khoa học đầu tiên năm 1999.